# Polillo-Archipel
Der Polillo-Archipel (englisch Polillo Islands) ist eine Inselgruppe in den Philippinen. Die Gruppe von über 30 Inseln liegt in der Philippinensee, ca. 25 km östlich der Insel Luzon, getrennt von ihr durch die Straße von Polillo. Der Archipel bildet die nördliche Grenze der Bucht von Lamon.

## Geographie
Zu dem Archipel gehören unter anderem die Inseln Polillo- (ca. 761 km²), Patnanugan- (ca. 41 km²), Bird-, Binobowan-, Bakaw-Bakaw-, Puting Bato-, Ikulong-, Anilon-, Anawan-, Buguitay-, Minasawa-, Kanaway-, Manlanat-, Palasan- und Jomalig Island. Nur auf vier der Inseln finden sich größere Ansiedlungen. Die Topographie der Inseln ist sehr unterschiedlich, während Polillo und Patnanugan Island einen hügeligen bis gebirgigen Charakter haben, sind Palasan oder Jomalig Island sehr flach. Die höchste Erhebung des Archipels ist der Mount Malulod, er liegt im Süden von Polillo Island und erreicht 350, nach anderen Quellen 300 Meter über den Meeresspiegel. Zahlreiche Korallenriffe und Seegraswiesen liegen im Archipel verteilt. Das Polillo Coral Reef ist das größte Korallenriff im Archipel, es liegt am Eingang der Polillo Bay und hat eine Länge von fünf und eine Breite von ca. zwei Kilometer.

## Inseln
Unvollständige Liste der Inseln im Polillo-Archipel:
| Inselname              | Aliasname | Koordinaten           | Anmerkung   |
| ---------------------- | --------- | --------------------- | ----------- |
| Polillo Island         |           | 14° 51′ N, 121° 55′ O | bewohnt     |
| Patnanungan Island     |           | 14° 48′ N, 122° 11′ O | bewohnt     |
| Jomalig Island         |           | 14° 42′ N, 122° 22′ O | bewohnt     |
| Palasan Island         |           | 14° 51′ N, 122° 03′ O |             |
| Aluyon Island          |           | 14° 53′ N, 121° 58′ O |             |
| Anawan Island          |           | 14° 56′ N, 122° 03′ O |             |
| Anirong Island         |           | 14° 55′ N, 122° 02′ O |             |
| Bacao-Bacao Island     |           | 14° 51′ N, 122° 00′ O |             |
| Binunbunan Island      |           | 14° 51′ N, 122° 01′ O |             |
| Buguitay Island        |           | 14° 57′ N, 122° 04′ O |             |
| Cabaloa Island         |           | 14° 54′ N, 122° 01′ O |             |
| Calutcot Island        |           | 14° 54′ N, 122° 09′ O | bewohnt     |
| Daidi Island           |           | 14° 50′ N, 122° 09′ O |             |
| Dilgin Island          |           | 14° 55′ N, 122° 11′ O |             |
| Icolong Island         |           | 14° 53′ N, 122° 00′ O |             |
| Ikikon Island          |           | 14° 52′ N, 122° 12′ O |             |
| Kalongkoan Island      |           | 14° 56′ N, 122° 09′ O | Privatinsel |
| Katakian Chica Island  |           | 14° 48′ N, 122° 16′ O |             |
| Katakian Grande Island |           | 14° 49′ N, 122° 15′ O |             |
| Katibubukan Island     |           | 14° 52′ N, 122° 09′ O |             |
| Lumaya Island          |           | 14° 52′ N, 122° 01′ O |             |
| Malaguioan Island      |           | 14° 54′ N, 122° 07′ O |             |
| Malawis Island         |           | 14° 56′ N, 122° 11′ O |             |
| Mayawak Island         |           | 14° 50′ N, 122° 08′ O |             |
| Minaloco Island        |           | 14° 52′ N, 122° 12′ O |             |
| Minamata Island        |           | 14° 51′ N, 122° 13′ O |             |
| Minasawa Island        |           | 14° 45′ N, 122° 09′ O |             |
| Pandanan Island        |           | 14° 53′ N, 122° 10′ O | bewohnt     |
| San Rafael Island      |           | 14° 50′ N, 122° 00′ O |             |
| Uala Island            |           | 14° 55′ N, 122° 11′ O |             |

## Verwaltung
Der Archipel steht unter der Verwaltung der Provinz Quezon. Die Inselgruppe hatte laut dem Zensus von 2007 eine Einwohnerzahl von 82.384 Einwohnern, die in sechs Großraumgemeinden lebten. Diese sind:
- Burdeos (Polillo)
- Jomalig (Jomalig)
- Panukulan (Polillo)
- Patnanungan (Patnanungan)
- Polillo (Polillo)

## Natur
Auf den Inseln lebt eine ganze Anzahl von endemischen Tier- und Pflanzenarten, die jedoch durch immer stärkere Abholzung der Waldbestände immer mehr unter Druck geraten. Auf der Inselgruppe leben unter anderem der Polillo-Tariktik-Hornvogel (Penelopides manillae subnigra), die Philippinenente (Anas luzonica), der Rotsteißkakadu (Cacatua haematuropygia), der Goldfischer (Ceyx melanurus), der Philippinenspecht (Mulleripicus funebris), die Amethysttaube (Phapitreron amethystina), die Merrill-Fruchttaube (Ptilinopus merrilli), die Luzon-Dolchstichtaube (Gallicolumba luzonica) und der Sultanspecht (Chrysocolaptes lucidus). Der seltene Schneereiher (Egretta eulophotes), auch als China-Seidenreiher bekannt, ist ein Zugvogel, der zeitweise auf der Inselgruppe beobachtet werden kann. Die Eilseeschwalbe (Thalasseus bergii) brütet auf der Insel Manlanat.
An größeren Säugetieren kommen unter anderem der Philippinenhirsch (Cervus mariannus), das Philippinische Pustelschwein (Sus philippensis), die Fledermaus Rhinolophus rufus und der Goldkronen-Flughund (Acerodon jubatus) vor. An Reptilien kommen unter anderem die Ularburong (Boiga dendrophila), Grays Waran (Varanus olivaceus) und die Philippinische Segelechse (Hydrosaurus pustulatus) vor und an Amphibien der Polillo-Waldfrosch Platymantis polilloensis. Von dem Tagfalter Weiße Baumnymphe (Idea leuconoe) sind ebenfalls Beobachtungen bekannt.